# Meliores

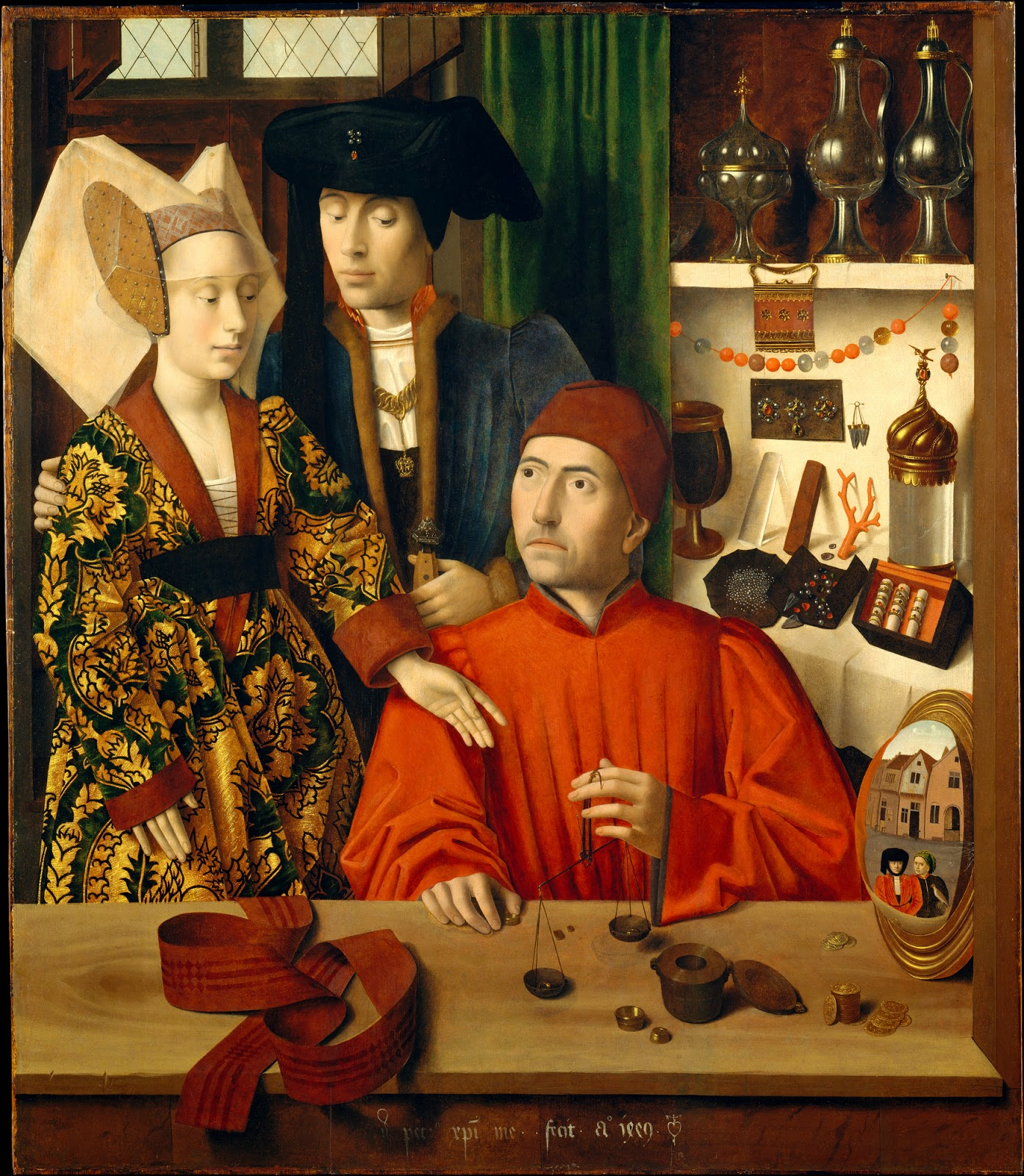
Una pareja de burgueses bajomedievales junto a un orfebre (``Un orfebre en su taller´´ de Petrus Christus)

Los Meliores son un grupo social (equivalentes a los patricios urbanos) del norte de Europa de la Baja Edad Media, descendientes de grandes comerciantes, y que se dedicaban a todo tipo de negocios, como las finanzas, el comercio o la industria artesanal, monopolizando muchas veces estos mismos sectores. Acumulaban grandes cantidades de fortunas, y resultaban ser de las personas con mayores niveles de riqueza de las ciudades de sus respectivas regiones.   
La actividad más común de éstos era la compraventa, comprando a muy bajo precio un material barato para acabar vendiéndolo por mucho más dinero a un artesano. Este último realizaría un producto que comprarían, de nuevo, barato y lo exportarían para venderlos fuera. Incluso, en ocasiones, la manufacturación vendría de sus propias manos. 
Acabarían formando poderosas asociaciones entre ellos llamando guildas. El poder de éstas vendría de la capacidad de fijación de los precios mercantiles que poseerían sus integrantes, y acabarían por controlar el poder político y económico de todo el municipio en el que se hallasen. Esto acabaría en ocasiones con una revuelta violenta con el resto de ciudadanos, pues la franja económica era cada vez mayor y el dinero del ciudadano medio cada vez menor.